# Harry Potter : Secret à Poudlard
Harry Potter : Secret à Poudlard (Harry Potter : Hogwarts Mystery, en anglais) est un jeu vidéo de rôle développé par Jam City (en) et édité par Portkey Games le 25 avril 2018 sur Android et iOS. Il est basé sur la série de livres Harry Potter de J. K. Rowling,,,,. L'action du jeu se déroule entre la naissance de Harry Potter et son entrée à Poudlard, l'école britannique de magie. Les joueurs peuvent créer et personnaliser leur avatar individuel (un(e) étudiant(e) suivant les cours à Poudlard).

## Présentation
Harry Potter : Hogwarts Mystery est un jeu vidéo de rôle se déroulant dans l'univers de Harry Potter crée par la série de romans de J. K. Rowling. Le jeu se déroule entre la naissance de Harry Potter et son inscription à Poudlard. Le jeu tourne autour du voyage du personnage du joueur à travers la vie à l'école. Il peut assister à des cours de magie, apprendre des sorts, combattre des rivaux, sortir avec des personnages, jouer au quidditch et s'embarquer dans des quêtes. Grâce au système de rencontres du jeu, les joueurs font des choix qui influencent la narration du jeu, bien que ces choix soient parfois bloqués si les statistiques du joueur ne sont pas assez élevées. Les joueurs peuvent interagir avec des personnages de la série, tels qu'Albus Dumbledore, Rubeus Hagrid et Severus Rogue.
À l'extérieur de la Grande Salle, les marqueurs de quête sur la gauche, l'énergie et les autres consommables sur la droite. « L'énergie » est utilisée pour effectuer des tâches tout au long du jeu, et se régénère au fil du temps. Les joueurs tapent sur l'écran pour déplacer le personnage d'un endroit à l'autre. Le joueur gagne également différents niveaux de courage, d'empathie et de connaissances, en faisant des choix dans le jeu, avec des niveaux plus élevés d'un attribut particulier permettant au joueur de choisir différentes options de dialogue dans le jeu et de modifier les interactions avec les autres étudiants et le personnel.

### Synopsis
Hogwarts Mystery suit un personnage de joueur entrant dans l'école fictive de Poudlard. L'intrigue se déroule avant les événements des romans, et plus précisémment entre la naissance de Harry Potter et son inscription à Poudlard.
Le joueur incarne un nouvel élève de Poudlard (il peut choisir le genre et d'autres éléments de son personnage ainsi que sa maison de Poudlard). Il vit sept années scolaires à l'école des sorciers, au cours desquelles de nouveaux élèves deviennent ses ennemis (comme Merula et Ismelda) ou ses alliés.
Le frère du héros, nommé Jacob, a été renvoyé de l'école pour avoir tenté de retrouver des caves maudites enfouies dans Poudlard. Dès lors, le joueur doit tenter de découvrir ce qui lui est arrivé et le retrouver. Pour y parvenir, le cadet de Jacob devra à son tour trouver chaque cave, afin de briser les diverses malédictions causées par ces dernières et, ainsi, retrouver son frère disparu...
Le héros peut compter sur ses amis Rowan Khanna, Penny Haywood, Béatrice Haywood, Bill Weasley, Ben Cooper, Tulipe Karasu, Barnabé Lee, Nymphadora Tonks, André Egwu, Charlie Weasley, Badeea Ali, Liz Tuttle, Diego Caplan, Talbott Winger, Jae Kim, Fred Weasley, George Weasley, Cédric Diggory, Skye Parkin, Murphy McNully, Orion Amari, Chiara Lobosca, Dobby et Alanza Alves. De nombreux acteurs de la série de films Harry Potter ont fourni leurs voix pour le jeu.

### Système de jeu
Le joueur peut apprendre des sortilèges, des potions et plusieurs autres disciplines faisant référence principalement aux films. Pour chaque cours à étudier ou mission à effectuer, il possède une barre d'énergie, dont la limite augmentera au cours du jeu, et qui lui permettra de progresser dans sa découverte.
Il y a également des points à gagner. Le joueur en question gagne des points pour sa maison après chaque cours suivi ou chaque service rendu à un professeur ou à un élève. À la fin de chaque année, une des maisons gagne la coupe des quatre maisons. Le joueur ayant rapporté le plus de points à sa maison reçoit une récompense, comme des gemmes par exemple. Notamment, les joueurs peuvent interagir avec les personnages importants tirés de la série, comme Rubeus Hagrid, Severus Rogue ou Minerva McGonagall.

## Intrigue

### Poudlard

#### 1ʳᵉ année
Le joueur est un jeune sorcier ou une jeune sorcière qui s'apprête à entrer à l'école de sorcellerie de Poudlard. Le personnage-joueur rencontre Rowan Khanna qui lui fait découvrir le monde des sorciers. Une conversation avec Ollivander révèle que le frère du joueur, Jacob, a été renvoyé de Poudlard pour avoir tenté d'ouvrir les « voûtes maudites », des zones cachées dont la rumeur dit qu'elles existent dans l'école. Pendant un cours de potions, le joueur est réprimandé après qu'une élève nommée Merula Snyde ait saboté son chaudron. Merula conduit le joueur dans une pièce où se trouve le  « Devil's Snare », une grande plante mangeuse d'hommes, d'où ils parviennent à s'échapper. Ils trouvent une chambre forte entourée de glace. Avec des compagnons, ils sont piégés dans la glace, mais s'en échappent pour découvrir qu'il s'agit d'une des chambres fortes maudites, mais ils n'ont pas réussi à l'ouvrir.

#### 2ᵉ année
Au cours de la deuxième année de l'école, Rowan Khanna et Bill Weasley sont attaqués par la glace et se retrouvent dans l'aile de l'hôpital. Le trio se rétablit, ouvre le coffre maudit et bat le chevalier de glace qui le protège. Dans le coffre, il y a une baguette brisée et un livre, qui appartiennent tous deux à Jacob. Cela leur permet d'obtenir des informations sur d'autres coffres situés sur le terrain.

#### 3ᵉ année
En utilisant les outils, ils trouvent une porte menant à une pièce, dans laquelle Jacob avait l'habitude de cacher des secrets. Cette porte indique l'emplacement de la deuxième chambre forte maudite, située dans la section restreinte de la bibliothèque. Dans le caveau, ils vainquent des « boggarts »  qui prennent la forme de Lord Voldemort. En utilisant la baguette brisée trouvée dans le premier coffre, le joueur ouvre le second pour y trouver une flèche brisée et une carte de la Forêt Interdite.

#### 4ᵉ année
Deux coffres ayant été ouverts, le personnel de l'école fait appel à une briseuse de malédiction professionnelle, Patricia Rakepick, pour trouver et ouvrir les coffres restants. Certains élèves sont pris de somnambulisme et se dirigent vers le troisième caveau, une malédiction donnée par le caveau. Après avoir pénétré dans le troisième caveau, le joueur trouve un petit pull et le portrait d'un dragon.

#### 5ᵉ année
La quatrième malédiction est déclenchée l'année suivante et des élèves sont retrouvés piégés à l'intérieur de portraits, à commencer par la jeune sœur de Penny Haywood, l'une des amies les plus proches du personnage-joueur. Cela rend le personnage particulièrement déterminé à briser la malédiction et il accepte, avec ses amis, d'être encadré par Rakepick, afin d'apprendre les sorts qu'il devra utiliser. Au cours de cette année, le joueur apprend, lors d'une réunion avec les professeurs Dumbledore et Rogue, qu'il est un légilimens : il apprend à contrôler et à exploiter ce pouvoir, ainsi que l'occlumancie. Après avoir récupéré un portrait-clé, le joueur et ses trois amis, Merula et Rakepick, sont transportés dans une chambre forte souterraine, où ils affrontent un dragon à queue de cheval hongrois. Après avoir ouvert la porte grâce à la légilimancie du personnage, Rakepick trahit les étudiants en menaçant de les tuer, avant que le personnage ne l'arrête en utilisant du gaz de garrotage. Puis, elle s'enfuit en disparaissant. Dans la pièce d'à côté, le personnage trouve Jacob enfermé dans un portrait qui est libéré, ainsi que les élèves enfermés à Poudlard, après avoir brisé la malédiction. Jacob disparaît pour poursuivre Rakepick et le groupe retourne à Poudlard en utilisant une autre clé de portrait trouvée dans la chambre forte ainsi qu'un trident de Merperson.

#### 6ᵉ année
En sixième année, la malédiction du dernier caveau est déclenchée, transformant plusieurs élèves et Madame Pomfresh en pierre de la même texture que le trident de Merperson. Après avoir été attiré dans la Forêt Interdite par une lettre prétendant donner des informations sur une rencontre secrète avec Jacob, Rakepick les combat puis lance une malédiction meurtrière qui touche Rowan, qui protège Ben. Le joueur, accompagné de ses amis et alliés, forme le Cercle de Khanna, nommé en l'honneur de Rowan, pour aider à traduire en justice R, une organisation criminelle dont fait partie Rakepick, et à briser la malédiction de pétrification. Soupçonnant le dernier caveau de se trouver dans le lac, le groupe fait une offrande de paix aux Merpeople, qui leur montrent alors l'entrée du caveau. En touchant le cercueil, le joueur revit ses pires moments dans un cercle sans fin jusqu'à ce qu'il soit libéré par ses amis. Ils sont alors confrontés à Rakepick qui se bat en duel avec le joueur. Après l'avoir vaincue, le joueur a le choix entre dénoncer Rakepick aux autorités ou l'enfermer dans le caveau, où elle revit ses pires moments sous l'emprise de la malédiction. À leur retour à Poudlard, ils découvrent que la malédiction de la pétrification a été brisée et ils célèbrent l'événement. Cependant, Merula, qui a servi d'alliée au sein du Cercle de Khanna, se joint à R.

#### 7ᵉ année
Au cours de la septième année, les étudiants se voient confier des stages au ministère de la Magie et à l'hôpital Sainte-Mangouste pour le traitement des maladies et blessures magiques. Pendant ce temps, une série d'incidents, soupçonnés d'avoir été commis par R pour faire diversion, sont neutralisés par le joueur, ce qui lui vaut les faveurs du ministère et de l'hôpital Sainte-Mangouste. Merula commence à se retourner secrètement contre R après que son amie Ismelda a été blessée par un chat wampus déchaîné. Après que Corey a découvert l'identité du directeur de R, Merula le kidnappe pour attirer le joueur. En touchant une clé portative alors qu'il fouille la Forêt Interdite avec les Aurors, le joueur est transporté à la Cabane Hurlante où il retrouve Merula et Corey ainsi que le directeur qui se révèle être la tante de Merula, Verucca Buckthorn-Snyde. Le joueur rencontre également le chef de R, qui s'avère être leur père perdu de vue depuis longtemps, Peregrine. Peregrine prétend que le véritable objectif de R est de débarrasser le Ministère de la Magie de la corruption, insistant sur le fait que Rakepick a agi pour son propre compte et espère que le joueur finira par travailler pour R. Peregrine tente de se racheter auprès de ses enfants, mais Jacob est furieux que R l'ait laissé piégé dans un portrait, alors que Peregrine continue de rencontrer le joueur. Il finit par convaincre Jacob, en lui promettant de se réconcilier avec sa mère, de participer à une expérience de contrôle mental en utilisant une potion préparée selon une recette tirée d'un parchemin du sorcier japonais Dai Ryuzaki et de la Couronne de Mnémé récupérée dans la Voûte engloutie. Le joueur arrive à la cabane hurlante avec un ami pour essayer de récupérer la couronne, mais Peregrine prend l'ami sur le fait en insistant sur le fait qu'il serait un bon sujet d'expérience. Jacob ressent la malédiction de la Voûte engloutie, qui a entaché la couronne, et tente de résister, mais il blesse son ami avant de pouvoir lui retirer la couronne. Peregrine est déçu et avoue son intention de prendre le contrôle du ministère en le faisant souffrir. Jacob se retourne contre lui et disparaît à la porte de l'école avec le joueur et son ami pour les emmener dans l'aile de l'hôpital. Jacob et son cadet forment un plan avec Buckthorn-Snyde pour prendre l'amulette de Ryuzaki à Peregrine, croyant qu'elle le maudit, mais la tentative échoue et Buckthorn-Snyde frappe Jacob avec une variante inconnue de la malédiction de la Conjonctivite, le rendant aveugle. Le cadet de Jacob a une dernière discussion avec son père avant de découvrir qu'ils devaient s'introduire à Poudlard pour obtenir un legilimens adulte. Le Cercle de Khanna élabore un plan pour affronter les membres de R en duel et les empêcher d'entrer. Le joueur suit son père sur le viaduc, où ils sont confrontés à Buckthorn-Snyde qui veut maintenant tuer Peregrine pour s'emparer de l'amulette. Après avoir désarmé Peregrine et perdu un duel, Buckthorn-Snyde conjure un Feudémon qui persuade Peregrine de tomber du viaduc sans sa baguette, mais elle est alors arrêtée par les Aurors qui emmènent également le reste de R qui est maintenant vaincu. Fol Œil Maugrey en déduit que Peregrine n'a pas pu survivre à la chute et se désole de la perte du père du joueur.

### Après Poudlard

#### Volume 1
Peu après avoir obtenu son diplôme de Poudlard et emménagé dans un appartement situé à Diagon Alley, Godric's Hollow ou Pré-au-Lard, le joueur est recruté par la ROCC (Division des affaires rares, obscures et déroutantes), une agence secrète chargée d'enquêter sur les affaires difficiles à résoudre transmises par le ministère de la Magie. Alors qu'il enquêtait sur de faux chèques et autographes sur des articles de Quidditch, le collègue du joueur, un Texan nommé Ruby Honeysuckle, meurt apparemment dans un Fiendfyre dans une galerie d'art. Le joueur finit par retracer les fausses signatures jusqu'à une sorcière nommée Eris et tente de s'approcher de son chalet, avant d'être pris en embuscade par Ruby qui a simulé sa propre mort pour protéger Eris, qui était sa petite amie. Ruby reste dans l'appartement du joueur pendant que le chef du ROCC, Crescent Flump, décide quoi faire d'elle.

#### Volume 2
Ruby est affectée à la maintenance magique (la dissimulation des agents du ROCC) au ministère, décidant qu'elle pourrait encore leur être utile. Le joueur est chargé d'enquêter sur des lieux maudits.

## Développement et sortie
Harry Potter : Hogwarts Mystery a été développé et publié par Jam City, une société de jeux vidéo mobiles basée à Los Angeles. Le jeu a été concédé sous licence à Portkey Games, un label d'édition créé par Warner Bros. Interactive Entertainment pour créer des jeux basés sur Harry Potter, Hogwarts Mystery étant le premier jeu du label. Des acteurs de la série de films Harry Potter, tels que Michael Gambon, Maggie Smith, Gemma Jones, Sally Mortemore, Warwick Davis et Zoë Wanamaker, interprètent leurs personnages respectifs des films.
Le jeu a été annoncé pour la première fois le 18 janvier 2018 avec une sortie prévue sur les appareils mobiles Android et iOS le 25 avril 2018. La sortie du jeu comportait de nombreux éléments que l'on retrouve dans les jeux freemium, tels que les microtransactions. À la suite des réactions négatives des fans, le prix de bon nombre de ces microtransactions a été réduit.

## Accueil
D'après Metacritic, l'accueil critique de Harry Potter : Secret à Poudlard est plutôt mitigé.
Marc Hewitt de Gamezebo a fait l'éloge du concept d'un jeu mobile sur Harry Potter et a constaté qu'au final, Secret à Poudlard était « largement à la hauteur de son battage médiatique ». Christine Chan de App Advice pense que Secret à Poudlard est une « belle représentation » du monde de Harry Potter et recommande le jeu du fait qu'il lui aurait permis de « vivre [ses] rêves de Poudlard ».
Kotaku s'est exprimé sur les particularités de l'application et la mécanique du jeu, en constatant que « là où le jeu vacille, c'est dans sa manière de mettre en application ses éléments gratuits ». Kotaku a interviewé un utilisateur qui s'est même mis à écrire de la fanfiction sur Harry Potter parce que « ça résonnait avec moi très souvent ». David Jagnaeux de IGN Africa l'a nommé « horrible », en décrivant les microtransactions comme « non justifiées » et en constatant qu'elles l'ont empêché de jouir du jeu. The Guardian a caractérisé  le Secret à Poudlard comme « un jeu ennuyeux avec une conception bien intéressante, mais devenu injouable à cause de la monétisation hyper-agressive ».
Le jeu a reçu des critiques généralement négatives. Les critiques ont noté que l'utilisation du monde des sorciers par le jeu était un point positif. Mais beaucoup ont vivement critiqué les microtransactions présentes. Ces transactions, en particulier celles utilisées pour récupérer le système d'énergie du jeu, ont fait l'objet d'une critique quasi-universelle. Le jeu a rapporté environ 400 millions de dollars en juin 2022.
Au cours de la cérémonie des Prix Dragon 2018, le jeu a obtenu le prix du « Meilleur Jeu Mobile de Science-Fiction ou Fantasy ». Le jeu a reçu une nomination pour « Meilleur Jeu Innovant » pendant la cérémonie des Google Play Awards 2019 (« Prix Google Play 2019 ») mais a perdu face à Marvel Strike Force,. Pour le mois d'août 2018, le jeu a rapporté 55 millions de dollars.